# アクション刑事
『アクション刑事』（アクションデカ）は、コナミ（コナミデジタルエンタテインメント）が製作し、2008年に発表されたアーケードゲームである。2011年9月30日e-AMUSEMENTサービス終了。

## 概要
今までにコナミが送り出した「ザ・警察官シリーズ」や「セイギノヒーロー」をベースに、専用コントローラ（体感アクションコントローラ）を使用し、パンチを放ったり、ボタンを使用して銃などを撃つことができる。
コントローラーはモーターが内蔵しており状況に応じてコントローラーが振動する仕組みになっている。
アメリカから始まり、ステレオタイプな日本や香港が出てくるなど、70〜80年代のアメリカ映画を彷彿とさせるストーリーとなっている。

## ストーリー
プレイヤーは、凶悪犯罪に立ち向う刑事として事件を追っていくが、謎の洗脳技術「M.A.X.」によって強化人間となった犯罪者たちとの戦いを繰り広げる。

## システム
スタートボタン以外は、ステージ選択等も全て左右の手に一つずつ持った体感アクションコントローラで操作する。銃等を撃つ場合は右手のコントローラをガンコントローラとして使用する。

### パンチシーン
ゲーム中のメインとなるモード。襲い掛かってくる敵を、殴って倒す。また、フックやアッパーといった動作にも対応しており、キャラクターも同じような動作をする。また、顔の前に構える姿勢を行うと、ガードとなり、この時は敵の攻撃を受けない。

### ガンシーン
銃器を使用するシーン。コントローラのトリガーボタンを使用して銃を撃つ。また、画面外に向けると、盾を構え、弾の補充ができる（盾を構えなくても弾切れ後、一定時間で再び補充）。ガード状態でも同様のことができる。香港ステージの第1幕のみリロード不要。(バイクの位置を動かすことで敵の攻撃から逃げる)撃ってはいけない物は何も無い。

### 投擲シーン
手裏剣及び皿投げのシーン。コントローラーを振って手裏剣及び皿等を投げる。この時はガードアクションをしないと敵の攻撃を喰らう（コントローラーを画面外に向けても防御しない）。なお、リロードに相当するアクションは無いので残弾数を気にする必要は無い。こちらも誤射のことは気にする必要は無い。

### 運転シーン
車及びバイクを運転するシーン。コントローラーをハンドルに見立て、障害物及び敵の攻撃を避けつつ進む。また、操縦しつつ攻撃する場面もある。

### 太鼓シーン
港区ステージに存在する特殊なシーン。アイコンがマーカーと重なる瞬間を狙い、タイミング良くコントローラーを上から下に振ってアイコンを弾き飛ばすシーン。太鼓の達人のプレイ方法を応用。

### 詳細
- パンチシーンでは攻撃可能な場合には画面にターゲットマークが表示され、それ以外の時の攻撃操作は無効。
- 背景にある物を壊すと、パンチシーンなら500点、ガンシーンと投擲シーンなら100点のボーナス点が入る。パンチシーンの場合アッパーで敵を遠くまで吹き飛ばすと成功しやすい。
- パンチシーン・ガンシーン・投擲シーンにおいて攻撃を外さずに繋げていくとコンボボーナスが入る。ただし、ステージ1のガンシーンの後にあるパンチシーンの内、木箱を破壊するシーンではコンボが入らない。コンボは最大99まで入る。
- 今作はライフ・ライフケージ併用制となっており、敵から攻撃を受けるとライフケージが減少（減少量は攻撃の種類によって変動）。ライフケージが0になるとライフを1つ失う（ライフケージは全快する）。ライフを全て失うとゲームオーバー。
- 全ての幕には制限時間が有り、それまでに終わらないと、どれだけ体力があってもゲームオーバーになる。また、時間内に倒すと残り時間に応じてボーナス点が入る。
- アッパーカットで敵を吹き飛ばすと後ろに待機している残りの敵兵を一挙に巻き込んで片付けられる。この時もコンボが入る。
- 雑魚敵は3種類存在する。弱・中・強の3種類であり、強さに応じて倒し難くなっていく。ただし、全部のステージに3種類とも必ず登場するとは限らない。なお、仕留めるとステージクリア後に何人倒したか表示される。倒さなくても進行に影響の無い敵もいるが、全員倒した方が点数も上がる。点数は以下の通りである。
  - 弱→1人につき100点
  - 中→1人につき500点
  - 強→1人につき1000点
  - ボス→5000点
- ターゲットマークは4種類ある。
  1. ヒットマーク（指定の回数パンチを打ち込む）
  2. 連打マーク（制限時間内に規定回数のパンチを打ち込む。出来ないと、ダメージを喰らうか気絶した敵が回復する）
  3. SMASHマーク（第1面と第4面のボス戦にのみ登場。連打に成功した時にパンチを決めると大ダメージ）
  4. KOマーク（雑魚が相手の場合、連打に成功して気絶した敵を一挙に吹き飛ばすチャンス。HANA以外のボスが相手の場合、最後の一撃まで追い詰めるとこのマークが出る）

## 内容

### ステージ
1. ニューヨーク ブロンクス区：「DRAGONHEADS」のアジト[2]。難易度は星1つ。ヒスパニックと黒人で構成され、武装強化とNDFの一員が武器の横流しをしているとの情報により出動。第1幕:パンチシーン、第2幕:ガンシーン(2人の構成員から強奪した自動式拳銃を使用)、第3幕:パンチシーン(木箱を壊した後ボス戦が始まるが、雑魚も登場）。
2. 極道会総本部：日本。総本部だけあって大勢の組員が襲い掛かってくる。道中では忍者部隊との対決もある。難易度は星2つ。第1幕:パンチシーン、第2幕:投擲シーン（手裏剣を投げる）、第3幕:パンチシーン（ボス戦）。
3. アリゾナ州 連合国防軍基地：このステージの第1幕はウォートラン トルーパーズのステージ1と同じ構成である。難易度は星3つ。第1幕:ガンシーン（兵士から強奪した連射可能なライフルを使用）、第2シーン:運転シーン（倉庫に停めてあった車を運転）、第3シーン:パンチシーン（ボス戦）。
4. IPO本部：上記3ステージをクリアするとプレイ可能になる。ステージ全体がボスとの対決になる。このステージはパンチシーン以外の場面が無い。難易度は星4つ。
5. 東京都港区：難易度は星5つ。敵の数は最多で110人。第1幕:パンチシーン、第2幕:太鼓シーン。
6. 香港中環地区：難易度は星4つ。第1幕:運転シーン+ガンシーン（極道会組員のバイクを運転しつつアリゾナ州ステージと同じライフルを使用。ただしリロード不要）、第2幕:投擲シーン（皿投げアクション）、第3幕:パンチシーン（ボス戦）。
7. IPO本部：ファイナルステージ。港区ステージと香港ステージをクリアするとプレイ可能になる。難易度は星5つ。パンチシーンしか無い。

### プレイヤー側キャラクター
ジェイク・テリー（JAKE TERRY）
本作のプレイヤーキャラ（1P）。IPO暴力団対策局捜査員。ボクシング元世界クルーザー級チャンピオンの経歴を持ち、正義感溢れる男。ただし、度が過ぎた行動により、局内からは問題視されている。口癖は「“漢”（おとこ）だな。」の40歳。軍隊に所属していたこともあり、射撃や操縦もこなせる。『ウォートラン トルーパーズ』からの出演であるが、同一人物の設定であるかは不明である。
ルーク・スチュワート （LUKE STEWART）
本作のプレイヤーキャラ（2P）。元FBI捜査官で、ジェイクの相棒兼監査役としてIPOの新任捜査官として派遣される。ジェイクとは対照的に、ルールを重んじ、高潔で堅物の27歳。最初は破天荒な行動に呆れていたが、共にしている内に彼の熱い思いに共感されていく。そして、IPO本部のロボットが自爆攻撃を仕掛け、ジェイクが「お前だけは逃げてくれ」といった際、普段とは逆に「漢だろ!?　ですよね」（実際の英語の台詞は“You da man!? That's what you says, isn’t it?”）と弱気になっていたジェイクを叱り飛ばした。この機に少しは成長したと認められた。
ミリー・スペランザ　（MILLIE SPERANZA）
IPO暴力団対策局長。設立当初からの叩き上げで、理想主義者の41歳。凶悪化する組織犯罪に対抗するために、予算と人員の増強を提唱するも、なかなか通らず不満を抱えている。ジェイクの無茶苦茶なやり方を疎んでいるものの、彼の腕前の良さは認めており、信頼を寄せている。

### 敵キャラクター
ビーフィー（BEEFY）
ニューヨークブロンクス区のギャング、「DRAGONHEADS」のリーダー。スキンヘッドの黒人。25歳。
ボディービルによって鍛えた肉体を更に強化しようと「M.A.X.」を受けた。大量の木箱の向こうでトレーニング中のところを発見されるが、本人は軽くいなすつもりで応戦する。自分の筋肉に絶対的な自信を持っているのか、ジェイクらをもやし呼ばわりする。
肉体を過信しているためか、攻撃は大振りで隙が多いが、見た目通り耐久力が高く、一度に何発もパンチをする必要がある。
最初は余裕を見せ、わざと攻撃のチャンスを与えるが、ある程度体力が減ると「急用を思い出した」と言い部下をけしかけて一旦姿を消し、その後壁を突き破って再登場、部下を投げたり、鉄アレイで殴りつけたりと更に激しい攻撃を仕掛ける。後半戦になると一定ダメージを受ける度に気絶する。
倒されると「筋肉が足りない」と呟きながら気絶した。
ジェイクは「筋肉自体は立派だが、心技を伴っていない」と看做し、再挑戦を受ける旨の発言をした。ロケテストの段階では「BILLY」という名前だった。
ハナ（HANA）
指定暴力団極道会組長。敵キャラの紅一点。30歳。先代である夫の死後、世襲。側近に黒人と白人を従えている。極道会はザ・警察官、セイギノヒーローでは犯罪組織として描かれていたが、元は任侠を重んじる組織らしい。
二刀流剣術の達人で、敵対勢力から組を守るために「M.A.X.」を受ける。
トリッキーな動きをするが、体力は低い。時々斬りつけると見せかけ、フェイントを交えることがある。攻撃のチャンスは斬りつける直前か、彼女の攻撃をガードした後。プレイヤーの攻撃を受けると日本刀を落とすが、すぐ拾いに戻る。
公式サイトのイラストをよく見ると刃こぼれしている。
ターゲットは手元辺りに表示される（ただし、一部では腕の辺りになっている）。「M.A.X.」を使った人物の正体が女性であることを告げる。
なお、港区に登場する組員のTシャツ及びバイクには彼女のイラストが描かれている。
シュタイン（STEIN）
連合国防衛軍（NDF）中将・特別軍事顧問。64歳。ジェイクもかつて師事したことのあるナイフ術の天才で、部下の兵士と共に「M.A.X.」を受けてしまう。最高齢にもかかわらず驚異的な体力と運動神経を誇り、時折フェイントを交える。最後には無数のナイフを投げるが、打ち返された一つが当たり、「ミリー・スペランザのことを頼む」と言い残し事切れた。ジェイクはそれを聞き驚くが、事切れた後ルークと共に敬礼した。
 ??
謎の人型戦闘ロボット。体力ゲージ上では”M．JAKE”と表記されており、ミリーには「コピー兵」と呼ばれている。
初めはジェイクそのままの姿であり、ジェイクの動きをそのまま真似する。少し体力が減ると塗装がはがれ、ロボットそのものの姿となる。以前の各ステージのボスの能力を学習しているため、ステージ1〜3のボスの攻撃を順に行う（ただし、BEEFY形態は人を投げつけるのが省かれていて、STEIN形態はナイフ投げのみの攻撃である）。STEIN形態時に飛ばすロケットパンチのみガード不能となっている。
最後は右手のロケットパンチが刺さり、自爆攻撃を仕掛ける。ここで成功（制限時間内に50回パンチ）すれば任務完了（ステージクリア）となるが、失敗したら殉職する（つまりゲームオーバー）。
ザエモン（ZAEMON）
極道会傘下の組長の一人。32歳。アジアに出かけた時に「M.A.X.」を受けた模様。組員の襲撃をやめさせ、2人相手に大勢で攻めたことを謝る。
敵キャラの中で唯一、直接攻撃をせず、太鼓を叩いて攻撃してくる。流れてくるアイコンを音ゲーの要領でタイミング良く弾き飛ばせばダメージを与えられる。
倒された後、香港に向かえと言い、ジェイクとルークに組員のバイクを貸し出す。
リー（LEE）
香港警察の潜入捜査官。ナルシストでカメラ目線に拘る。27歳。“M”を追って特命により『龍頭』に潜入したはいいが、「M.A.X.」に洗脳され敵となってしまう。ウェイターに助けを求められて姿を現す。ワイヤーアクションによりトリッキーに動き回り、カンフー（鉄扇の投擲と棒術）で攻撃してくる。体力が減ると口から火を噴き、体力がギリギリになると青いオーラと共に突進してくる（どんな原理かは不明）。なお、BGMと背景はイーアルカンフーのアレンジ。倒された後は“M”がIPOの関係者であることと居場所を教え、ジェイクとルークをIPO作戦司令室に戻らせる。
 ??
IPO本部で開発されていたらしい、謎の人型巨大戦闘兵器。体力ゲージ上では“THE. M”と表記されている。STAGE3と直後に戦ったコピー兵を巨大化したようなロボット。頭部にコクピットがあり、その中でMが操縦している。とてつもなく巨大な体を利用して踏みつけたり蹴ったりしてくる他、体力がある程度減ると床が耐え切れずに崩れて下半身が埋まり、パンチやなぎ払う攻撃に切り替えてくる。
M
「M.A.X.」を使って犯罪者達を強化しようと企む本作の黒幕。最終ステージでその正体と目的が明らかになる。HANAとLEEはジェイクとルークより先に正体を知っているらしい。
ちなみに彼女とは直接戦わず、彼女が操縦するTHE. Mを破壊した時点でエンディングとなる。

### その他のキャラクター
警官隊
第1ステージと第2ステージのボスを倒した後にのみ登場。POLICEと書かれた防弾チョッキを着ている。武器は自動式拳銃だが発砲する場面は無い。スタッフロールでは極道会組員と一緒に太鼓のリズムに合わせて盛り上がっている。
お祭り部隊
港区ステージにのみ登場する。ジェイクとルークがZAEMONと対決している間左右で音頭を取っている。彼らもM.A.X.に洗脳されている模様。直接交戦することは無い。
IPO長官
名前だけ登場する主人公達の上司。世界各地の暴力団による一連の事件の解決のためにジェイクを使うよう命じた。

### 用語
IPOICPOと似た組織。プレイヤーたちが所属。
M.A.X.肉体も強化する洗脳技術。被験者たちは、目がオレンジ色に光ったり、特殊な青白いオーラを放つが、精神には影響しない。強烈なダメージを受けると洗脳が解ける。最終ステージにて、ジェイクとルークも洗脳を食らうが、幸いにも、洗脳されず、肉体が強化されただけであった。
連合国防軍（N.D.F.）ウォートラン トルーパーズと同じ組織であることがうかがえる。M.A.X.を秘密裏に開発し、一部の技術者が犯罪者達に横流しした。

## 備考
- このゲームは右利きの設定が多いため、左利きの人は注意する必要がある。
- 香港ステージの第2幕は公式サイト等では“皿投げアクション”と表記されており、画面のアイコンも皿になっている。だが、実際にはどんぶり、茶碗、湯呑、ワイングラス、植木鉢、おたま、ビール瓶、靴、マシンガン、鍋(防御にも使用)等バラエティー豊かである。何を投げても敵を一発で倒せるが、出現に法則性があるか否かは不明。
- 香港ステージ内で掲げられている「功夫」の字がこのご時世にもかかわらずドットで描かれているのは同社から発売されたイーアルカンフーが元ネタだからである。
- ニューヨークステージに登場する雑魚敵のTシャツをよく見ると、“WARTRAN TROOPERS”と書かれている。
- 1人でプレイしている時、自分が操作しているのと反対側のスタートボタン(1Pなら2P側、2Pなら1P側)を押すと一時停止出来る。一定時間が経過するか、もう1度ボタンを押すと解除できる。解除した直後は攻撃が始まる前の状態に戻る。この点を上手く利用して太鼓アクションを切り抜けられる。
- 1ミスしたときの時間回復がないため、１ミス時に時間切れになると2回死ぬことになる。
- ちゃんと画面のとおり動作をしたのに反応が無いバグが存在する。